# Robert Scheerer
Robert Scheerer (n. 28 decembrie 1928, Santa Barbara, California, SUA – d. 3 martie 2018, Los Angeles, California, SUA) a fost un regizor, actor și producător american de film și de televiziune.

## Biografie și carieră
Scheerer s-a născut în Santa Barbara, California.
Printre lucrările mai notabile ale lui Scheerer se numără regia unor episoade ale serialelor Star Trek: Generația următoare, Star Trek: Deep Space Nine și Star Trek: Voyager. A avut trei nominalizări la premiul Emmy pentru regia seriei Fame. A primit un premiu Emmy pentru cel mai bun regizor în 1964 pentru The Danny Kaye Show. A debutat pe Broadway în muzicalul Lend an Ear în 1948, apărând alături de Carol Channing, Gene Nelson și a câștigat un premiu World Theatre pentru interpretarea sa pentru debut remarcabil ca actor. De asemenea, a apărut ca dansator în filmul Mister Big din 1943 și în alte filme cu grupul The Jivin' Jacks and Jills. Scheerer a regizat filmul de comedie polițist din 1980, How to Beat the High Cost of Living, în care au interpretat actorii Jessica Lange, Jane Curtin și Susan Saint James.
Scheerer a murit în Valley Village, California.

## Episoade regizate (selecție)
- Star Trek: Voyager: „Înălțare” (1997), „Starea de flux” (1995)
- Star Trek: Deep Space Nine: „Shadowplay” (1994)
- Star Trek: Generația următoare (11 episoade)
  - „Inheritance” (1993)
  - „Chain of Command”, Part I (1992)
  - „True Q” (1992)
  - „The Outcast” (1992)
  - „New Ground” (1992)
  - „Legacy” (1990)
  - „Tin Man” (1990)
  - „The Defector” (1990)
  - „The Price” (1989)
  - „Peak Performance” (1989)
  - „The Measure of a Man” (1989)

## Legături externe
- Robert Scheerer la Internet Movie Database